# Diante do Trono (álbum de André Valadão)
Diante do Trono é uma coletânea lançada pela Som Livre com músicas cantadas por André Valadão quando esteve no Diante do Trono. O álbum contém 2 regravações, da música Preciso de Ti e Eis-me aqui.
| Críticas profissionais | Críticas profissionais |
| Avaliações da crítica  | Avaliações da crítica  |
| Fonte                  | Avaliação              |
| ---------------------- | ---------------------- |
| Super Gospel           | (favorável)            |

## Músicas
1. Com Júbilo Eu Canto (DT 11)
2. Debaixo dos Nossos Pés (DT 10)
3. Tú és o Remédio (DT 9)
4. Mais do que tudo (DT 4)
5. Me Libertou (DT 1)
6. Invoca-me (DT 5)
7. Preciso de Ti (Versão Original)
8. Meu filho, não temas (DT 7)
9. Eis-me aqui (Versão Original)
10. Deus fiel (DT 3) - part. Ana Paula Valadão Bessa
11. Manancial (DT 10 Anos - Tempo De Festa) - part. Ana Paula Valadão Bessa
12. Eu Nasci De novo (DT 6) - part. Ana Paula Valadão